# 覚醒工房
覚醒工房(かくせいこうぼう)は、かつて存在した日本のインディーズ・レーベル。主宰者は福井哲哉。1981年に発足し、1980年代後半には活動を停止した。「覚醒派レコード」を前身とする。

## 概要
1981年に「覚醒派レコード」として発足。主宰者自身および自身が参加するバンドのアルバムをリリースしたが、リトグラフやエッチングなどの付属品に力を入れ、実際にはそれらが主でレコードが従という作品づくりが進められ、個展時に画廊で販売するという試みもなされた。
また、西宮の「かげろうレコード」(当時の在籍：アフター・ディナー、ヒー・ワズ、ヴィオラ・リネアなど）、京都の「ゼロレコード」（当時の在籍：sh、少年ナイフ、須山公美子など）と提携を結び、東京での情宣活動を支援した。
またこの時期、主宰者は『フールズ・メイト』『チェンジ2000』『ミュニオン』などの音楽雑誌・ミニコミにライターおよびデザイナーとして参加していた。

### 『覚醒工房』への移行
「レコードを売る・ライヴに動員する」という形と結びつきにくい実験系、音響系、ノイズ系アーティストの作品を海外へ発信する目的で、1984年にコンピレーション・アルバム『א』が企画され、コンピレーション用のサブ・レーベルとして「覚醒工房」が発足した。以降は、日本のアーティストを海外へ、海外のアーティストを日本へ紹介することを目的として、数多くのコンピレーション作品を企画・制作。レーベル名も「覚醒工房」に改められた。これらのコンピレーション作品にはデータとアートワークからなるブックレットが添えられた。
また「覚醒工房」は主催者の音楽ユニットとしても活動し、発表されたいくつかのコンピレーション・アルバムには「覚醒工房」による作品も収録されているが、ファックスを利用して画像出力できたり、ワープロを利用して文書出力できたりする実験的なインダストリアル・ノイズ・ミュージックを発表している。
1986年以降は、ビデオアート作品集『ヴィデオ・アレフ』、アーティスト・ブックなど、音楽以外の作品発表が多くなり、1987年のコンピレーション作品『ミラーズ・オン・ザ・ランディング』を最後に音楽作品は発表していない。

## 主要作品
- 『א』中ザワヒデキ、Merzbow 他
- 『SEPTEMBER '84』 K2(草深公秀)、Merzbow 他
- 『OCTOBER '84』 Seiei Jack、四本淑三、島田英明 他
- 『Roll Angle 1984』 Robert C. Morgan、The Bisexual Lovers 他
- 『Mutsuki / Kisaragi』 Mosque Of Torment、T. Kamada 他
- 『Blood Stone '85』 古館徹夫、The Joke Project(Seiei Jack) 他
- 『Gash Of April / May I Dream?』 Nicola Frangione、遺産相続人 他
- 『6月某日、外は雨。』 Brett Kerby、Lawrence Crane 他
- 『鏡の秘密』 死転合、Art School 他
- 『物質の記憶』 Art Interface、Nasty Joke(四本淑三) with Tetsuya Fukui 他